# Sosippus placidus
Espèce
Statut de conservation UICN

 VU D2 : Vulnérable
Sosippus placidus est une espèce d'araignées aranéomorphes de la famille des Lycosidae.

## Distribution
Cette espèce est endémique de Floride aux États-Unis,. Elle se rencontre vers Lake Placid dans le comté de Highlands.

## Description
Les femelles de la série-type mesurent de 15,0 à 17,6 mm et les mâles décrits par Sierwald en 2000 mesurent de 16,0 à 24,0 mm et les femelles de 19,0 à 32,0 mm.

## Étymologie
Son nom d'espèce lui a été donné en référence au lieu de sa découverte, Lake Placid.

## Publication originale
- Brady, 1972 : Geographic variation and speciation in the Sosippus floridanus species group (Araneae: Lycosidae). Psyche, vol. 79, p. 27-48 (texte intégral).